# Kremsmünster
Kremsmünster é um município da Áustria localizado no distrito de Kirchdorf an der Krems, no estado de Alta Áustria.